# Corethrella nippon
Corethrella nippon är en tvåvingeart som beskrevs av Ichiro Miyagi 1980. Corethrella nippon ingår i släktet Corethrella och familjen Corethrellidae. Inga underarter finns listade i Catalogue of Life.